# إنديانابوليس 500 سنة 1983
سباق إنديانا بوليس -500 ميل 1983 أقيم في حلبة إنديانابوليس موتور سبيدواي في 29 مايو 1983 وفاز في السباق توم سنافا من فريق بقناتي- كوتر راسينغ بمتوسط سرعة 162.117 ميل/س (260.902 كم/س).
وكان أول المنطلقين تيو فابي بسرعة 207.395 ميل/س (333.770 كم/س).